# Navid
Navid (persisch نوید auch Navid-e Elm-o San'at persisch نوید علم و صنعت) ist ein experimenteller Erdbeobachtungssatellit der iranischen Weltraumagentur.
Der 50 kg schwere Nanosatellit wurde am 3. Februar 2012 durch eine Safir-B-Trägerrakete in eine Umlaufbahn von etwa 375 km Höhe gebracht. Er wurde laut Angaben von iranischer Stellen von der Iran University of Science and Technology entwickelt und sollte Wetterdaten sammeln und nach möglichen Naturkatastrophen Ausschau halten. Die geplante Betriebsdauer des Satelliten wurde mit zwei Monaten angegeben. Gegenüber den Vorläufersatelliten Omid und Rasad 1 verfügt der Satellit laut Aussagen der iranischen Nachrichtenagentur IRNA über eine verbesserte Steuerungstechnik, eine Kamera mit höherer Auflösung und bessere Solarzellen zur Stromerzeugung.